# Reserva do Cabaçal
Reserva do Cabaçal è un comune del Brasile nello Stato del Mato Grosso, parte della mesoregione del Sudoeste Mato-Grossense e della microregione di Jauru.